# Budzistowo
Budzistowo [bud͡ʑisˈtɔvɔ] (tiếng Đức: Altstadt) là một ngôi làng thuộc khu hành chính của Gmina Kołobrzeg, thuộc hạt Kołobrzeg, West Pomeranian Voivodeship, ở phía tây bắc Ba Lan. Nó nằm khoảng 2 kilômét (1 mi) về phía đông nam của Kołobrzeg và 106 km (66 mi) về phía đông bắc của thủ đô khu vực Szczecin.
Từ thế kỷ thứ 9 đến năm 1255, Budzistowo hiện đại là địa điểm của Salsa Cholbergensis, một chú chó Slavic Pomeranian với một vùng ngoại ô. Khu định cư này được xây dựng như là trung tâm mới của tiểu khu địa phương sau khi trung tâm phía nam tại Bardy-Swielubie (Bartin-Zwillip) bị bỏ hoang. Nhà thờ St. John có từ thời đại này, được thành lập trong quá trình chuyển đổi Pomerania. Khu định cư đã biến thành một ngôi làng khi Kolberg (Kolobrzeg) được thành lập ở thượng nguồn sông Persante và giờ đây lần lượt đóng vai trò là trung tâm của khu vực. Do đó, Salsa Cholbergensis trước đây được gọi là Altstadt hoặc Alt-Kolberg, có nghĩa là "Phố cổ" hoặc "Old Kolberg". Năm 1945, nó được chính thức đổi tên thành Budzistowo.
Trước năm 1945, khu vực này là một phần của Đức. Đối với lịch sử của khu vực, xem Lịch sử của Pomerania.
Ngôi làng có dân số 779 người (tính đến năm 2009).